# Pgrep

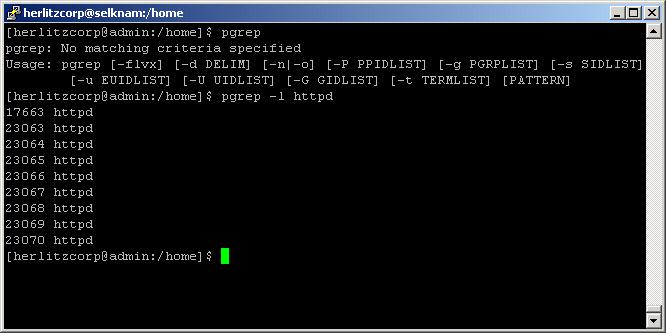

pgrep은 처음에 마이크 샤피로가 솔라리스 7 운영 체제에 사용할 목적으로 개발된 명령 줄 유틸리티이다. 그 뒤로 일루모스에서 이용이 가능하게 되었으며, 리눅스, BSD(DragonFly BSD, FreeBSD, NetBSD, OpenBSD)로 재구현되었다. 확장 정규 표현식 패턴으로 모든 프로세스의 이름을 검색할 수 있으며 기본적으로 프로세스 ID를 반환한다.
대안으로 pidof(프로그램 이름으로 프로세스 ID를 찾는다)와 ps가 있다.

## 예
pgrep의 기본 동작(명명 태스크의 프로세스 식별자를 반환)은 복잡한 태스크를 단순화한다.
이는 마치 다음과 동일하다:
pgrep의 추가 기능은 그룹 alice에 속한 모든 프로세스의 프로세스 이름과 PID를 나열하는 것이다. (-l은 프로세스 ID와 프로세스 이름을 나열한다. -G는 실제 그룹 ID가 나열된 프로세스만 일치시키며 숫자나 심볼 값을 사용할 수 있다.):
```
$
 
pgrep
 
-l
 
-G
 
alice

```

매칭을 반전시킴으로써 (-v는 매칭을 반전시킨다) root 사용자에 속하지 않은 모든 프로세스를 표시한다. (-u euid는 유효한 사용자 ID가 나열된 프로세스만 일치시킨다):
```
$
 
pgrep
 
-v
 
-u
 
root

```

가장 최근에 시작한 프로세스만 일치시킨다 (-n은 최근의 프로세스만 선택한다):
```
$
 
pgrep
 
-n
                
# The most recent process started

$
 
pgrep
 
-n
 
-u
 
alice
 
emacs
 
# The most recent `emacs` process started by user `alice`

```

## 같이 보기
- 유닉스 명령어 목록
- pidof
- Pkill
- ps
- Grep